# Boreális éghajlat
| Dsc Dsd |  | Dwc Dwd |  | Dfc Dfd |

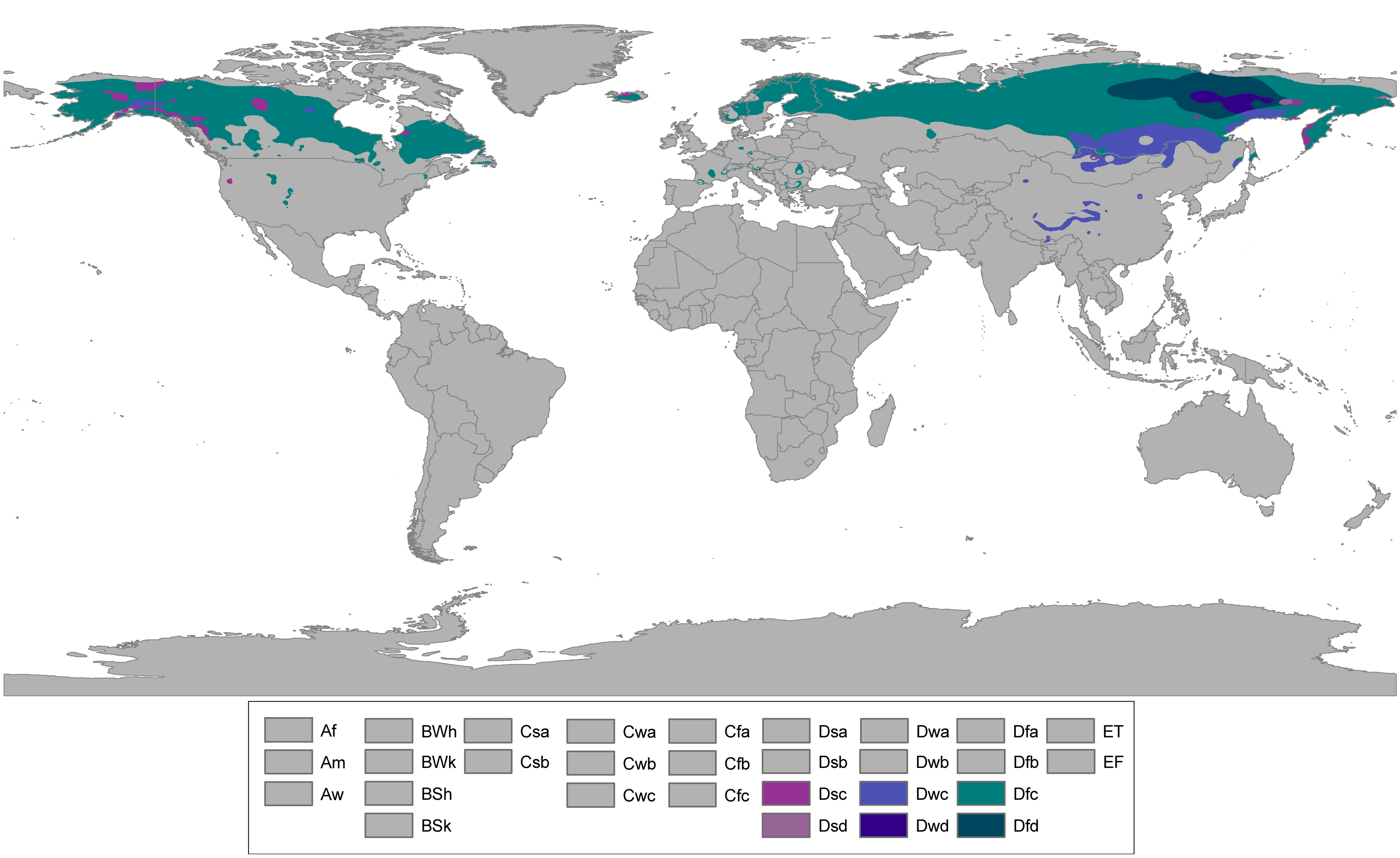
A boreális éghajlat a Köppen-féle osztályozáson

A boreális éghajlat vagy másképp szubarktikus vagy szubpoláris éghajlat a legszélsőségesebb kontinentális éghajlat, itt fordulnak elő Földünkön a legnagyobb évi hőmérsékleti ingások. Jellemzői a hosszú és nagyon hideg tél és a rövid, hűvös vagy meleg nyár. A nyár viszonylagos melegségének az oka, hogy a magas földrajzi szélességeken hosszúak a nyári nappalok és ezért bőséges a besugárzás. A tél zordságára jellemző, hogy az északi félgömbön a legalacsonyabb hőmérsékleteket nem a sarkvidékeken, hanem ebben az övezetben mérték.
Ezen övezet rövid nyarán olykor rendkívül erős felmelegedések is előfordulhatnak, mint azt a szibériai Jakutszk éghajlattáblázata szemlélteti:
| Hónap                             | Jan.  | Feb.  | Már.  | Ápr.  | Máj.  | Jún. | Júl. | Aug. | Szep. | Okt.  | Nov.  | Dec.  | Év    |
| --------------------------------- | ----- | ----- | ----- | ----- | ----- | ---- | ---- | ---- | ----- | ----- | ----- | ----- | ----- |
| Rekord max. hőmérséklet (°C)      | −5,8  | −2,2  | 8,3   | 21,1  | 31,1  | 35,1 | 38,3 | 35,4 | 27,0  | 20,5  | 3,1   | −3,9  | 38,3  |
| Átlagos max. hőmérséklet (°C)     | −39,5 | −31,4 | −14,1 | 0,0   | 12,1  | 21,7 | 25,1 | 21,5 | 11,9  | −3,5  | −24,4 | −36,8 | −4,6  |
| Átlagos min. hőmérséklet (°C)     | −45,9 | −41,2 | −29,8 | −14,3 | −0,3  | 8,3  | 11,7 | 8,5  | 0,7   | −12,3 | −32,8 | −43,2 | −15,7 |
| Rekord min. hőmérséklet (°C)      | −63,0 | −64,4 | −54,9 | −41,0 | −18,1 | −7,2 | −1,5 | −7,8 | −14,2 | −40,9 | −54,5 | −59,8 | −64,4 |
| Forrás: http://pogoda.ru/Yakutsk/ |       |       |       |       |       |      |      |      |       |       |       |       |       |

Európában szubarktikus éghajlat fordul elő Oroszország északi tájain, Észak-Svédországban és Finnország nagy részén, Ázsiában Észak- és Közép-Szibériában, Amerikában Alaszka nagy részén és Kanada középső részén. A déli félgömbön a szárazulatoknak a 60-65° szélességek hiánya miatt ez az éghajlattípus nem található meg.

## Növényzet
Az erre az éghajlatra jellemző növényfajok a boreális flóraelemek. A Kárpát-medencében ezek igen ritkák, többségüket dealpin reliktumnak, azaz a Würm-glaciálisból visszamaradt növényfajnak tekintjük.

### Kárpát-medence
A Kárpát-medence leggyakoribb boreális flóraelemei:
- Szibériai hamuvirág (Ligularia sibirica);
- tőzegáfonya (Vaccinium oxycoccus);
- tőzegeper (Comarum palustre);
- lápi nádtippan (Calamagrostis stricta).